# ابر استراتوسفری قطبی
ابر استراتوسفری قطبی (انگلیسی: Polar stratospheric cloud) ابری در زمستان است که در ارتفاع ۱۵۰۰۰ تا ۲۵۰۰۰ متر وجود دارد.
این ابرها هنگامی شکل می‌گیرند که دما به‌صورت غیرمعمول سرد باشد و بلورهای یخ در پوشَن‌سپهر (استراتوسفر) زیرین که معمولاً بدون ابر است تشکیل شوند. به این ترتیب در زمان‌های پس از غروب و پیش از برآمدن خورشید، نور آفتاب می‌تواند این بلورهای ابر را که در ارتفاعات حدود ۱۵ تا ۲۵ کیلومتری سطح زمین قرار دارند روشن کند.
این ابر در گرگ‌ومیش شهری وقتی که خورشید میان ۱ تا ۶ درجه زیر افق است، به بهترین صورت دیده می‌شود. این ابر در ایجاد سوراخ لایه ازون نقش دارد و لایه ازون را تخریب می‌کند. «ابر استراتوسفری قطبی» شرایط را برای تولید گاز کلر فراهم می‌کند که یکی از عوامل اصلی تخریب لایه ازون است.
لایه ازون جو زمین در بالای قطب جنوب اصلی‌ترین مناطق آسیب دیده‌ای بود که در تحقیقات مورد توجه دانشمندان قرار دارد. دانشمندان می‌گویند نور شدید آفتاب و سرمای هوا در این اقلیم منجر به پدید آمدن ابر استراتوسفری قطبی می‌شود. از این ابرها که بستری برای تولید کلر است، به عنوان یکی از عوامل اصلی تخریب لایه ازون یاد می‌شود.

## تأثیر در هنر
بنا بر نظری، تابلوی جیغ، مشهورترین اثر ادوارد مونک هنرمند نروژی از پدیده ابر استراتوسفری قطبی الهام گرفته‌است. ابر استراتوسفری قطبی ۹ سال پیش از این‌که «مونک» اولین تابلوی «جیغ» را در سال ۱۸۹۳ بکشد، در نروژ رخ داد. خاکسترهای حاصل از این پدیده طبیعی تا سال‌ها پس از فعال شدن آن آتشفشان در هوا پراکنده بود. «مونک» در خاطرات سال ۱۸۹۰ خود دربارهٔ مشاهده این صحنه نوشت: «آسمان ناگهان به رنگ سرخ‌آبی درآمد. من ایستادم، به نرده‌ها تکیه دادم و تا وقتی که خسته شدم همین‌طور به ابرهای شعله‌ور که به رنگ خون درآمده بودند و شهر را فرا گرفته بودند، نگاه کردم. دوستانم رفتند، اما من آنجا ایستادم و از ترس می‌لرزیدم. من این جیغ ابدی و عظیم طبیعت را احساس می‌کردم.»